# مصعب محمود
مصعب محمود الحسن (عربی: مصعب محمود الحسن؛ زاده ۱ ژانویهٔ ۱۹۸۳) یک بازیکن فوتبال اهل قطر است.

## تیم ملی
وی همچنین در تیم ملی فوتبال قطر بازی کرده است.